# Villaluenga del Rosario
Villaluenga del Rosario község Spanyolországban, Cádiz tartományban. Villaluenga del Rosario Ubrique, Benaocaz, Grazalema, Montejaque, Benaoján és Cortes de la Frontera községekkel határos. Lakosainak száma 462 fő (2024).

## Népesség
A település népessége az utóbbi években az alábbiak szerint változott:
| Lakosok száma | 414  | 473  | 481  | 479  | 485  | 456  | 457  | 455  | 464  | 462  |
|               | 2001 | 2004 | 2006 | 2009 | 2011 | 2014 | 2016 | 2019 | 2021 | 2024 |